# NGC 22
NGC 22 é uma galáxia espiral (Sb) localizada na direcção da constelação de Pegasus. Possui uma declinação de +27° 49' 58" e uma ascensão recta de 0 horas, 09 minutos e 48,2 segundos.
A galáxia NGC 22 foi descoberta em 2 de Outubro de 1883 por Édouard Jean-Marie Stephan.